# Сен-Жорж-де-Боон
Сен-Жорж-де-Боо́н (фр. Saint-Georges-de-Bohon) — колишній муніципалітет у Франції, у регіоні Нормандія, департамент Манш. Населення — 412 осіб (2011).
Муніципалітет був розташований на відстані близько 270 км на захід від Парижа, 70 км на захід від Кана, 20 км на північний захід від Сен-Ло.

## Історія
До 2015 року муніципалітет перебував у складі регіону Нижня Нормандія. Від 1 січня 2016 року належав до нового об'єднаного регіону Нормандія.
1 січня 2016 року Сен-Жорж-де-Боон і Сентені було об'єднано в новий муніципалітет Терр-е-Маре.

## Демографія
Динаміка населення (Insee ):
Розподіл населення за віком та статтю (2006):
| Стать | Всього | До 15 років | 15-24 | 25-44 | 45-64 | 65-85 | Понад 85 |
| --- | ------ | ----------- | ----- | ----- | ----- | ----- | -------- |
| Чоловіки | 220    | 60          | 20    | 68    | 52    | 20    | 0        |
| Жінки | 172    | 32          | 16    | 56    | 40    | 28    | 0        |
| \| Статево-вікова піраміда \| Статево-вікова піраміда \| Статево-вікова піраміда \| \| ----------------------- \| ----------------------- \| ----------------------- \| \| Чоловіки \| Вік \| Жінки \| \| 0 \| 85 + \| 0 \| \| 0 \| 80-84 \| 0 \| \| 4 \| 75-79 \| 4 \| \| 8 \| 70-74 \| 12 \| \| 8 \| 65-69 \| 12 \| \| 12 \| 60-64 \| 8 \| \| 12 \| 55-59 \| 8 \| \| 8 \| 50-54 \| 12 \| \| 20 \| 45-49 \| 12 \| \| 36 \| 40-44 \| 12 \| \| 4 \| 35-39 \| 28 \| \| 20 \| 30-34 \| 4 \| \| 8 \| 25-29 \| 12 \| \| 12 \| 20-24 \| 4 \| \| 8 \| 15-20 \| 12 \| \| 20 \| 10-14 \| 16 \| \| 24 \| 5-9 \| 0 \| \| 16 \| 0-4 \| 16 \| |        |             |       |       |       |       |          |
| Статево-вікова піраміда |        |             |       |       |       |       |          |
| Чоловіки | Вік    | Жінки       |       |       |       |       |          |
| 0 | 85 +   | 0           |       |       |       |       |          |
| 0 | 80-84  | 0           |       |       |       |       |          |
| 4 | 75-79  | 4           |       |       |       |       |          |
| 8 | 70-74  | 12          |       |       |       |       |          |
| 8 | 65-69  | 12          |       |       |       |       |          |
| 12 | 60-64  | 8           |       |       |       |       |          |
| 12 | 55-59  | 8           |       |       |       |       |          |
| 8 | 50-54  | 12          |       |       |       |       |          |
| 20 | 45-49  | 12          |       |       |       |       |          |
| 36 | 40-44  | 12          |       |       |       |       |          |
| 4 | 35-39  | 28          |       |       |       |       |          |
| 20 | 30-34  | 4           |       |       |       |       |          |
| 8 | 25-29  | 12          |       |       |       |       |          |
| 12 | 20-24  | 4           |       |       |       |       |          |
| 8 | 15-20  | 12          |       |       |       |       |          |
| 20 | 10-14  | 16          |       |       |       |       |          |
| 24 | 5-9    | 0           |       |       |       |       |          |
| 16 | 0-4    | 16          |       |       |       |       |          |

## Економіка
2010 року серед 271 особи працездатного віку (15—64 років) 209 були активними, 62 — неактивними (показник активності 77,1%, у 1999 році було 69,7%). З 209 активних мешканців працювало 190 осіб (106 чоловіків та 84 жінки), безробітними було 19 (7 чоловіків та 12 жінок). Серед 62 неактивних 22 особи були учнями чи студентами, 23 — пенсіонерами, 17 були неактивними з інших причин.

У 2010 році в муніципалітеті числилось 160 оподаткованих домогосподарств, у яких проживали 407,5 особи, медіана доходів виносила 16 037 євро на одного особоспоживача